# 어둠의 전설

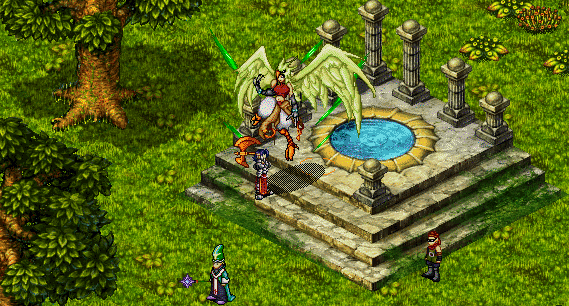
어둠의전설 (Dark Ages)

《어둠의 전설》은 국내 게임 제작사 넥슨이 만든 온라인 게임이다. 1998년 1월 서비스를 시작하였으며 2005년 8월 1일 기존 정액 요금제를 폐지하고 무료화가 되었다. 후에 캐쉬샵의 도입으로 부분유료화가 진행되었다. 넥슨의 클래식 RPG게임 대표작 중 하나이며, 온라인 게임 바람의 나라에 이어 넥슨에서 서비스한 게임 중 두 번째로 오랫동안 서비스를 한 게임이다. 또한 Darkages IV:Legend Of Darkness라는 이름에서 볼 수 있듯이 아스가르드와 같은 세계관을 공유하나 아스가르드의 600년전 이야기를 배경으로 하고 있다.